# حربوقراط
حربوقراط أو هاربوکراتيس ((بالإغريقية: Ἁρποκράτης)‏، الفينيقية: 𐤇𐤓𐤐𐤊𐤓𐤈, منقحرة: حرپقرط، (بالقبطية: ϩⲁⲣⲡⲟⲕⲣⲁⲧⲏⲥ)‏ هاربوکراتيس) كان إله الصمت، والأسرار والسرية في الديانة الهلنستية التي تطورت في الإسكندرية البطلمية (وكذلك تجسيد للأمل، حسب بلوتارخ). اليونانيون أخذوا حربوقراط من الإله الطفل المصري حورس الصغير، الذي كان يمثل الشمس الوليدة، التي تشرق كل يوم عند الفجر. جاء اسم "حربوقراط" كتأويل هلنستي للاسم المصري حور-با-غرد أو حرو-با-غرد، الذي يعني "حورس الطفل". كانت التمثيلات تظهر حورس كصبي عارٍ يضع إصبعه في فمه، تجسيداً رمزيًا للعلامة الهيروغليفية التي ترمز للطفل (𓀔). ومن سوء فهمهم لهذه الإيماءة أي وضع الإصبع أمام الفم، جعل الشعراء اليونانيون والرومان حربوقراط إله الصمت والسرية.

## حورس

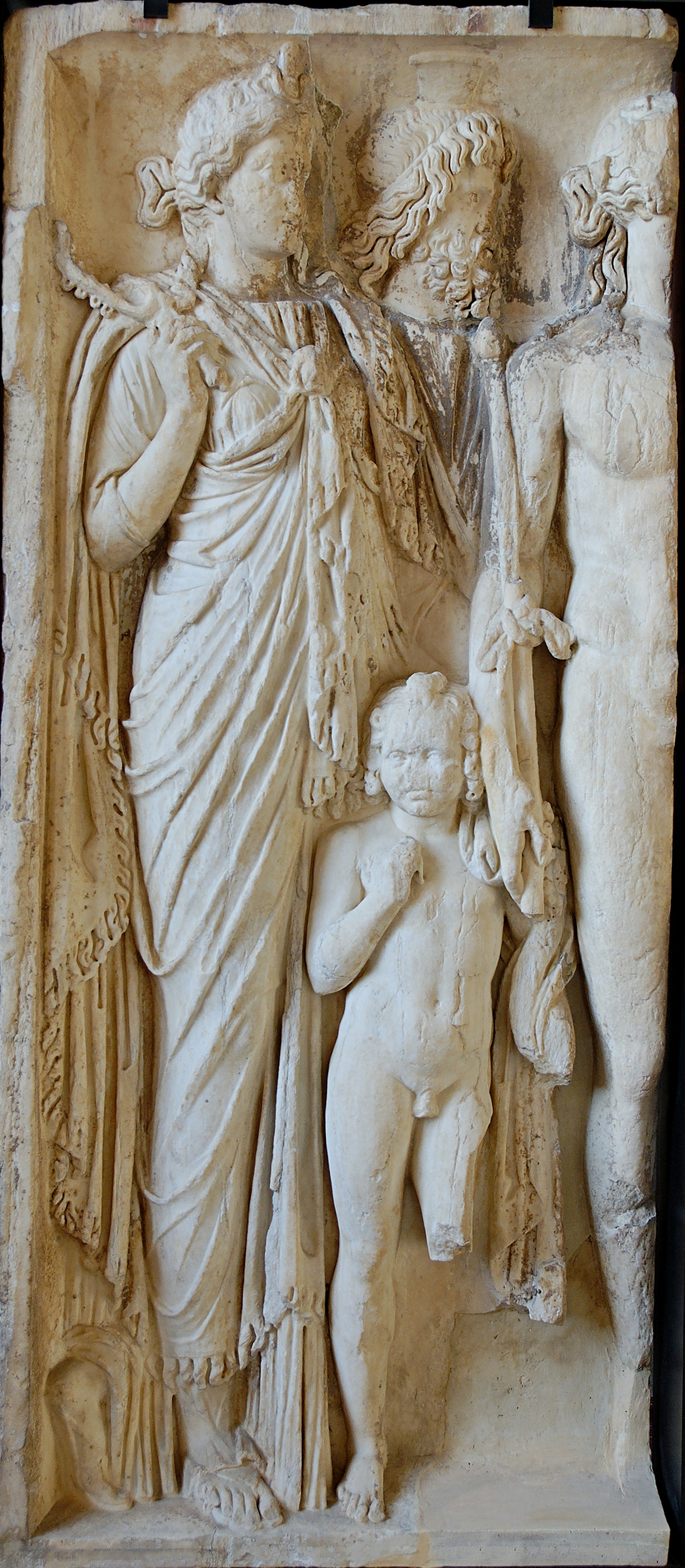
إيزيس، سيرابيس وطفلهما حربوقراط (اللوفر)

في القصص الديني المصري القديم، كان حورس ابن إيزيس وأوزوريس. وكان أوزوريس هو الملك الإلهي الأصلي لمصر، الذي قُتل على يد أخيه ست (من خلال التفسير اليوناني، مُعرفاً بـ تايفون أو الفوضى)، مُمماً، وبالتالي أصبح إله العالم السفلي. دمج اليونانيون أوزوريس مع هاديس ليشكلوا التوفيق الديني الإسكندري المعروف بـ سيرابيس.
كان حورس الكامل النمو بين المصريين يُعتبر إله الشمس المنتصر الذي يتغلب على الظلام كل يوم. غالبًا ما يُمثل برأس باز، الذي كان مقدسًا له، لأن الباز يطير عاليًا فوق الأرض. خاض حورس معارك ضد ست، حتى انتصر أخيرًا وأصبح حاكم مصر. ومنذ ذلك الحين، كان يُنظر إلى فراعنة مصر كإعادة تجسد لحورس المنتصر.
كانت نقوش حورس على التماسيح تصور حورو-با-غرد واقفًا على ظهر تمساح ويحمل ثعابين في يديه الممدودتين في ساحات المعابد المصرية، حيث كانت هذه النقوش واللوحات تُغمَر أو تطهّر بالماء؛ ثم كان الماء يُستخدم للبركة والشفاء حيث كان يُنسب إلى اسم حورو-با-غرد العديد من قوى الحماية والشفاء.
في العصر الإسكندري والروماني مع تجدُد موضة الأسرار الغامضة الهلنستية الرومانية عند مطلع الألفية إلى العصر المشترك — كانت عبادة تلك الأسرار موجودة بالفعل منذ قرون — انتشرت عبادة حورس بشكل واسع، متصلة بأمه إيزيس وأبيه سيرابيس.

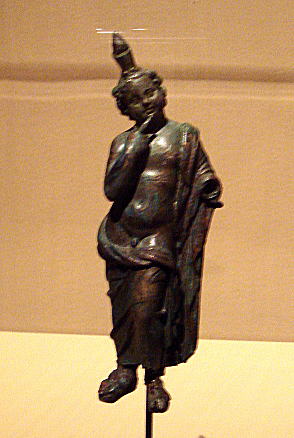
تمثال برونزي لحربوقراط، بجرام، أفغانستان، القرن الثاني.

بهذه الطريقة، يجسد حربوقراط، الطفل حورس، الشمس الوليدة كل يوم، القوة الأولى لشمس الشتاء، وأيضًا صورة للنباتات المبكرة. تُظهر التماثيل المصرية الطفل حورس كصبي عارٍ يضع إصبعه على ذقنه مع طرف الإصبع أسفل شفتي فمه، تجسيدًا للعلامة الهيروغليفية التي ترمز "للطفل" الذي لا علاقة له بالإشارة اليونانية-الرومانية والحديثة "للصمت". من سوء فهم لهذه العلامة، جعل الشعراء اليونانيون والرومانيون حربوقراط إله الصمت والسرية، آخذين إلهامهم من ماركوس تيرينتيوس فارو، الذي أكد في De lingua Latina عن Caelum (السماء) وTerra (الأرض).
أوفيد وصف إيزيس:
تتعلق قصة أخرى بقصة الآلهة اليونانية. أعطت أفروديت وردة لابنها إيروس، إله الحب؛ قام هو بدوره بإعطائها لحربوقراط لضمان أن تكون تجاوزات والدته (أو تلك الخاصة بالآلهة بشكل عام، في روايات أخرى) تحت الكتمان. أعطى هذا للورود دلالة السرية (وردة معلقة من سقف غرفة المجلس تعهدت جميع الحاضرين – Sub rosa "تحت الوردة")، وهو تقليد استمر عبر العصور الوسطى وحتى العصر الحديث.

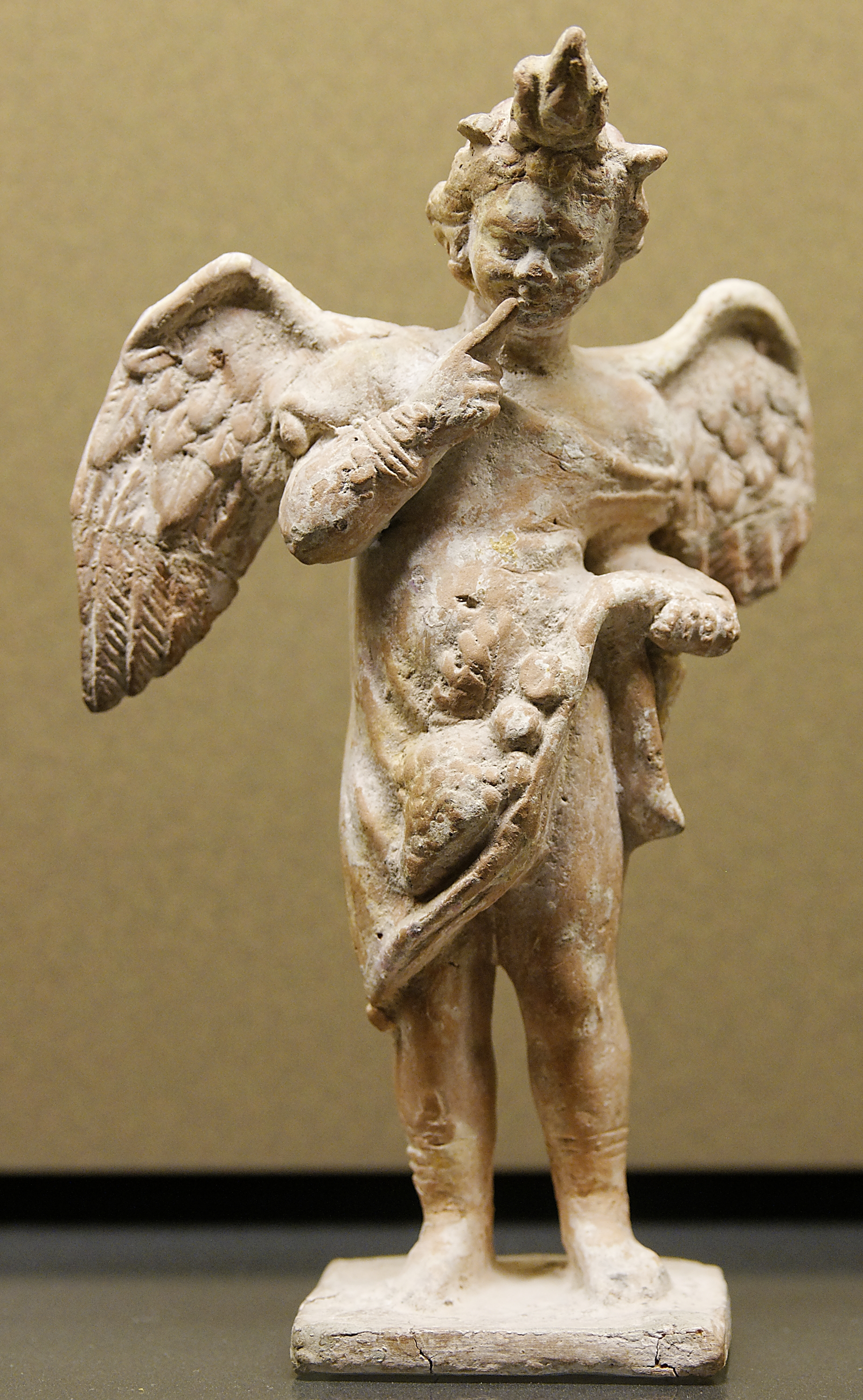
إيروس الحربوقراطي، تمثال طيني مصنوع في ميرينا، اليونان، حوالي 100-50 ق.م (اللوفر)

تُوجد تماثيل طينية مصبوبة غير مكلفة لحربوقراط، مناسبة لأضرحة المنازل، متناثرة في جميع أنحاء الإمبراطورية الرومانية. هكذا كان أوغسطينوس الهيبوي مدركًا للإيماءة الأيقونية لحربوقراط:
مارتيانوس كابيلا، مؤلف كتاب رمزي ظل معيارًا عبر العصور الوسطى، عرف صورة "الصبي بإصبعه المضغوط على شفتيه" لكنه أغفل ذكر اسم حربوقراط: "[Q]uidam redimitus puer ad os compresso digito salutari silentium commonebat" أو "شخص ما، وهو صبي يرتدي تاجًا، كان يُذكّر بالصمت النافع بإشارة الإصبع المضغوطة إلى الفم.". تم تحديد الصبي، مع ذلك، كـ كيوبيد في التفسيرات، وهو توفيق ديني كان قد أدى بالفعل إلى تشكيل شخصية كيوبيد الحربوقراطي.
كتب بلوتارخ أن حربوقراط كان الابن الثاني لإيزيس وأنه وُلد مبكرًا بساقين ضعيفتين. أصبح حورس الطفل الحامي الخاص للأطفال وأمهاتهم. حيث شُفي من لدغة أفعى سامة بواسطة رع، أصبح رمزًا للأمل في الآلهة التي تعتني بالبشرية المعذبة.
عبادة شمسية أخرى، لم تكن مرتبطة بشكل مباشر بحربوقراط، كانت عبادة سول إنفيكتوس "الشمس التي لا تقهر".

تميمة تصور الإله حربوقراط من الخزف المصري، بين 722 و332 ق.م، العصر المتأخر لمصر القديمة. المتحف المصري، تورينو.
تمثال برونزي لحربوقراط. العصر المتأخر، بين 722 و332 ق.م. المتحف المصري. تورينو.

## علم الآثار
في عام 2018، اكتشف علماء الآثار تمثالًا عظميًا يصور الإله يعود تاريخه إلى القرن الأول قبل الميلاد. بالإضافة إلى الإله، يظهر اثنان من الساتير وإوزة. تم اكتشافه خلال حفريات في المدينة اليونانية القديمة تيريتاكا في القرم. كما تم العثور على تمثال لحربوقراط في الفاو، في المملكة العربية السعودية يعود إلى مملكة كندة في العصور القديمة المتأخرة.

## قراءة إضافية
- مالايس, ميشيل (2005). من أجل مصطلحات وتحليل للعبادات الإيزيسية (بالفرنسية). الأكاديمية الملكية البلجيكية. ISBN:978-2-8031-0217-4.
- مالايس, ميشيل (2011). لاكتشاف حربوقراط عبر تأريخه (بالفرنسية). الأكاديمية الملكية البلجيكية. ISBN:978-2-8031-2853-2.
- ساندري, ساندرا (2006). Har-pa-chered (Harpokrates): نشأة طفل إله مصري (بالألمانية). بيتيرس. ISBN:978-90-429-1761-3.

## روابط خارجية
- مشروع ثيوي: حربوقراط
- تعريف موجز
- أيقونة حربوقراط (مقال PDF)
- Chisholm, Hugh, ed. (1911). "حربوقراط" . Encyclopædia Britannica (بالإنجليزية) (11th ed.). Cambridge University Press.